# جورجينا ويلسون
جورجينا أشلي دياز ويلسون (بالإنجليزية: Georgina Wilson)‏ (ولدت في 12 فبراير 1986) هي عارضة أزياء وممثلة ومضيفة فلبينية بريطانية في عام 2015، قدمت النسخة الثالثة من عرض الواقع، آسيا نيكست توب موديل.

## نشأتها
جورجينا أشلي دياز ويلسون ولدت في 12 فبراير 1986 في  ويتشيتا، كانساس، الولايات المتحدة.

## روابط خارجية
- الموقع الرسمي